# Elbebrücke Roßlau (Eisenbahn)
Die Elbebrücke Roßlau ist eine 220 m lange Eisenbahnbrücke und überspannt zwischen Dessau und Roßlau die Elbe bei Stromkilometer 257,84. Das Bauwerk liegt im Zuge der Bahnstrecke Trebnitz–Leipzig, unmittelbar südlich des Bahnhofs Roßlau (Elbe).

## Brücke von 1836
Am 9. Dezember 1836 war die vierte Straßenbrücke über die Elbe bei Dessau eingeweiht worden. Es war eine 216 m lange Holzkonstruktion mit Steinpfeilern und fünf Öffnungen. Um den Eisenbahnverkehr von Berlin nach Leipzig über Dessau zu führen, stellte der Herzog Leopold Friedrich von Anhalt-Dessau dieses Bauwerk als Eisenbahnüberführung zur Verfügung, was einen teuren Brückenneubau in Wittenberg erübrigte. Am 26. April 1839 war der Staatsvertrag zwischen dem Königreich Preußen und dem Herzogtum zum Bau der Strecke von Wittenberg über Dessau nach Köthen geschlossen worden. Am 10. September 1841 war die Eisenbahnstrecke über die Elbebrücke von der Berlin-Anhaltischen Eisenbahn-Gesellschaft in Betrieb genommen worden. Bei Zugfahrten wurde die Brücke an beiden Enden durch Schranken für den Straßenverkehr geschlossen.

## Brücke von 1886
Nachdem der preußische Staat zu Beginn des Jahres 1882 die Betriebsführung von der Berlin-Anhaltischen Eisenbahn-Gesellschaft übernommen hatte, begannen die Planungen und der Bau einer separaten zweigleisigen Eisenbahnbrücke. Im November 1886 wurde das Bauwerk, das stromabwärts, direkt neben der Straßenbrücke lag, in Betrieb genommen. Die Brückenpfeiler waren verlängert worden und als Überbauten wurden Balkenbrücken mit Fachwerkträgern aus Eisen und untenliegender Fahrbahn eingebaut. Die Längsträger wurden als Schwedlerträger ausgeführt, deren Konstruktionshöhe mit dem Verlauf der Momentenbeanspruchung näherungsweise folgte. Die Stützweiten betrugen bei vier Öffnungen 42,5 m, das mittlere Feld spannte 43,4 m weit. Schon 1902 mussten die Überbauten wegen gestiegener Achslasten verstärkt werden.
Im April 1945 wurden die beiden äußeren Randfelder gesprengt. Bis September 1945 waren in den zerstörten Öffnungen auf zusätzlichen Jochen provisorische Überbauten montiert worden, 1948 wurden diese durch zwei stählerne Behelfsüberbauten vom System „Roth-Waagner“ ersetzt und die Joche konnten entfernt werden.

## Brücke von 1970

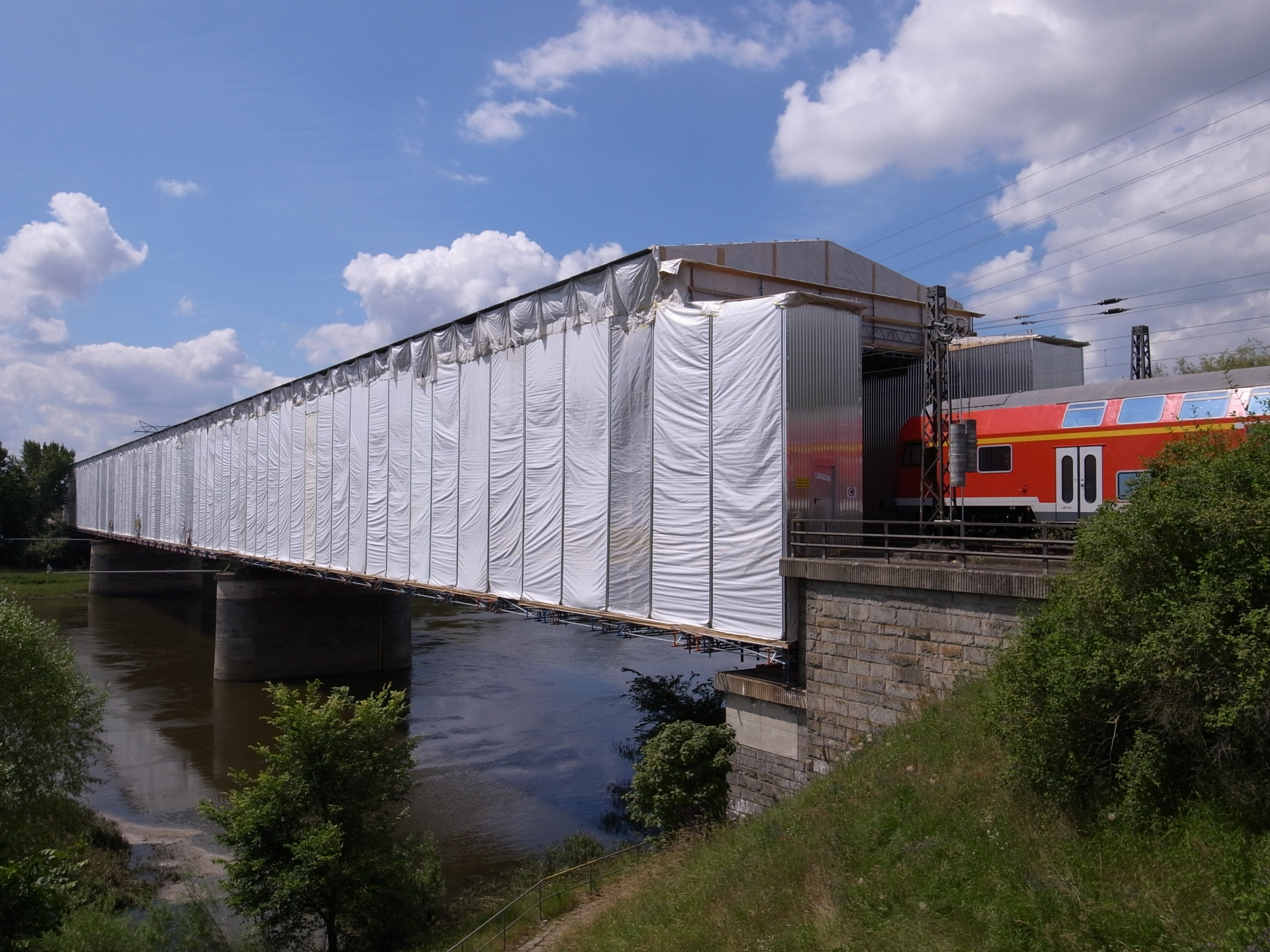
Sanierungsarbeiten 2010

Im Jahr 1967 begannen die Arbeiten an einer neuen, zweigleisigen Eisenbahnüberführung in Roßlau. Das Bauwerk entstand unterhalb der alten Brücke in zirka 20 m Abstand und war 1970 fertiggestellt. Die dreifeldrige, 220 m lange Brücke hat als Bauwerkssystem in Längsrichtung den Durchlaufträger und ist in Stahl als pfostenloses Strebenfachwerk ausgeführt. Das mittlere Brückenfeld über der Elbe besitzt eine Stützweite von 90 m. Die kleinste Durchfahrtshöhe beträgt für die Schiffe 7,41 m bei dem höchsten schiffbaren Wasserstand. Die Deutsche Post der DDR widmete der Brücke am 21. September 1976 eine Sonderbriefmarke.
Im Jahr 2010 wurde die Eisenbahnbrücke umfassend saniert. Unter anderem wurden der Anstrich sowie die Gleise und Oberleitungsanlagen auf der Brücke vollständig erneuert.